# Janusz Wójcik
Janusz Marek Wójcik (Varsó, 1953. november 18. – Varsó, 2017. november 20.) lengyel labdarúgó, edző, politikus.
1968-ban az Agrykola Warszawa korosztályos csapatában kezdte a labdarúgást. 1972 és 1976 között a Gwardia Warszawa, az Ursus Warszawa és a Hutnik Warszawa együtteseiben szerepelt. 1976-77-ben Pakisztánban, 1979-80-ban a kanadai Toronto Falcons csapatában játszott.
1978 és 2010 között edzőként tevékenykedett. 1992-ben a lengyel olimpiai válogatott, 1997 és 1999 között a válogatott szövetségi kapitánya volt.
2005 és 2007 között a Szejm tagja volt.